# Gérard Korsten
Gérard Korsten (* 1960 in Pretoria) ist ein österreichischer Musiker und Dirigent.

## Leben
Gérard Korsten studierte Violine am Curtis Institute of Music in Philadelphia bei Ivan Galamian sowie in Salzburg bei Sándor Végh. Zunächst war er Konzertmeister der Camerata Salzburg und übernahm 1987 für neun Jahre die Stelle des Konzertmeisters beim Chamber Orchestra of Europe. Es folgten Engagements als Musikdirektor am Teatro lirico di Cagliari (Sardinien), Musikdirektor der London Mozart Players,  Chefdirigent in Uppsala und am Opernhaus von Pretoria, sowie als Chefdirigent des Symphonieorchesters Vorarlberg in Bregenz.
Gérard Korsten ist Jurymitglied des Internationalen Musikwettbewerbs Pacem in Terris.

## Aufnahmen (Auswahl)
als Dirigent
- 2011: Richard Strauss: The Egyptian Helena, Dynamic 374/1-2
- 2010: Lehár: Die Lustige Witwe, Virgin Classics 96136
- 2008: Donizetti: Lucia Di Lammermoor, Dynamic 576/1-2
- 2004: Donizetti: Don Pasquale, Tdk   USOPDP
- 1999: Crusell: Clarinet Concertos, Uppsala Co, Naxos 8554144